# Люсі Лоулес
Люсіль Френсіс Раян (англ. Lucille Frances Ryan), у шлюбі Люсі Лоулес (англ. Lucy Lawless; нар. 29 березня 1968, Маунт-Альберт, Нова Зеландія) — новозеландська акторка, співачка, режисерка та продюсерка. Відома роллю Ксени у популярному телесеріалі «Ксена: принцеса-воїн» і роллю Лукреції у телесеріалах про Спартака.

## Біографія
Народилася 29 березня 1968 року в родині Френка і Джулі Раян п'ятою дитиною, старшою з двох сестер. До 8 років була розбишакою, ні в чому не поступаючись чотирьом старшим братам.
Початкову освіту отримала у школі при монастирі, де виявляла інтерес до акторської гри і брала участь у численних мюзиклах і п'єсах. Закінчила середню школу в 17 років. Вступила в Університет Окленда. Захопившись ідеєю подорожі Європою, після року навчання полишила виш і вирушила подорожувати з нареченим Гартом Лоулесом. Щоб прогодуватися, пара перебивалася дрібними заробітками.
Повернувшись додому, влаштувалися працювати на золоту копальню поблизу Калгурлі в Австралії. 1988-го року Люсі одружилася і повернулася до Нової Зеландії, де 15 липня 1988 року народила доньку Дейзі.
У 1996 році розлучилася з Гартом Лоулесом, залишивши доньку Дейзі з собою.
У жовтні 1996 року акторка запрошена до США на популярне «Вечірнє шоу» з Джеєм Лено (англ. The Tonight Show with Jay Leno). За сценарієм, вона мала в'їхати в студію на коні. Проте кінь посковзнувся і впав: Лоулес зазнала важкої травми стегна. При цьому за шість років зйомок «Ксени» вона не отримала жодної травми, більшу частину трюкових сцен граючи без дублерок (для страховки поле бою лише покривали гімнастичними матами, маскуючі їх брудом).
28 березня 1998 одружилася з продюсером серіалу «Ксена» Робертом Тапертом. Народила ще двох дітей: Джуліус Роберт Бей Таперт (16 жовтня 1999 року), і Джуда Майра Таперт (7 травня 2002 року).

## Діяльність
1989-го року виграла конкурс краси «Місіс Нова Зеландія 1989». Після перемоги вона почала зніматися в різних рекламних роликах і незабаром отримала роль у комедійному шоу «Funny Business». Пізніше стала ведучою передачі «Travel Magazine» каналу «Air New Zealand Holiday».

### Ксена: принцеса-воїн
З'явилася в серіалі про пригоди Геркулеса у двох невеликих ролях через хворобу затвердженої Ванесси Енджел, коли продюсери мали всього два дні, щоб замінити виконавицю.
Ксена в трьох епізодах серіалу «Геркулес: Легендарні подорожі» підкорила аудиторію, тож незабаром з'явився спін-оф про пригоди Ксени, зйомки якого тривали з 1995 по 2001 рік. Серіал «Ксена: принцеса-воїн» завоював шалену популярність по всій Америці, а потім і у світі. Головна роль принесла світову популярність.
Через рік, після лікування травми стегна і чергового сезону «Ксени», повернулася в США і взяла участь у бродвейській театральній постановці «Grease» в ролі Бетті Різзо.
Протягом шести років віддавала роботі у серіалі всі сили, емоції і час. У 2001 році серіал «Ксена: принцеса-воїн» покинув ефір, займаючи одне з перших місць у рейтинговій таблиці.

## Особисте життя
У 1988 році вона завагітніла від свого хлопця Гарта Лоулесса, працюючи з ним в австралійській глибинці. Того року ж вони одружилися в Калгурлі, Західна Австралія, а потім повернулися до Нової Зеландії, де народилася їхня дочка. Розлучилися в 1995 році.
28 березня 1998 року Лоулесс вийшла заміж за виконавчого продюсера Ксени, генерального директора Pacific Renaissance Pictures Роберта Таперта в католицькій церкві Св. Моніки в Санта-Моніці, Каліфорнія. У них двоє синів.

## Фільмографія
| Рік       |    | Українська назва                                    | Оригінальна назва                                                    | Роль                                     |
| --------- | -- | --------------------------------------------------- | -------------------------------------------------------------------- | ---------------------------------------- |
| 1987      | с  |                                                     | Funny Business                                                       | Various (1989)                           |
| 1990      | ф  |                                                     | A Bitter Song                                                        | медсестра 1                              |
| 1990      | ф  | Без закону                                          | Within the Law                                                       | Verity                                   |
| 1990      | с  |                                                     | Shark in the Park                                                    | Кім Х'юз                                 |
| 1991      | с  |                                                     | For the Love of Mike                                                 | Хелен                                    |
| 1991      | ф  | Кінець золотої пори                                 | The End of the Golden Weather                                        | дівчина Джо                              |
| 1992      | ф  | Воїн райдуги                                        | The Rainbow Warrior                                                  | Джейн Редмонд                            |
| 1992      | с  | Театр Рея Бредбері                                  | The Ray Bradbury Theater                                             | Лідді Бартон                             |
| 1993      | тф | Люди Тайфона                                        | Typhon's People                                                      | Мінк Тертіус                             |
| 1993      | с  |                                                     | The Black Stallion                                                   | Сара Макфі                               |
| 1994      | тф | Геракл і амазонки                                   | Hercules and the Amazon Women                                        | Люсія                                    |
| 1994—1995 | с  |                                                     | High Tide                                                            | Шерон Ліст / поліцейський під прикриттям |
| 1995—1998 | с  | Геркулес: Легендарні подорожі                       | Hercules: The Legendary Journeys                                     | Ксена / Ліла                             |
| 1995—2001 | с  | Ксена: принцеса-воїн                                | Xena: Warrior Princess                                               | Ксена / Мег / Діана / Лея / Енні         |
| 1996      | кф | Персик                                              | Peach                                                                | Персик                                   |
| 1997      | кф | Геракл і Ксена: Чарівники екрану                    | Hercules & Xena: Wizards of the Screen                               | Ксена                                    |
| 1998      | мф | Геркулес і Ксена: Битва за Олімп                    | Hercules and Xena - The Animated Movie: The Battle for Mount Olympus | Ксена                                    |
| 2000      | ф  | Перевертень                                         | Ginger Snaps                                                         | шкільный диктор                          |
| 2001      | с  | Журнал мод                                          | Just Shoot Me!                                                       | Стейси                                   |
| 2001      | с  | Цілком таємно                                       | The X Files                                                          | Шенон Макмахон                           |
| 2002      | в  | Ксена: принцеса-воїн — коли другу потрібна допомога | Xena: Warrior Princess - A Friend in Need (The Director's Cut)       | Ксена                                    |
| 2002      | ф  | Людина-павук                                        | Spider-Man                                                           | панк-рок дівчина                         |
| 2003      | с  | Тарзан                                              | Tarzan                                                               | Кетлін Клейтон                           |
| 2004      | ф  | Євротур                                             | EuroTrip                                                             | мадам Вандерсекккс                       |
| 2004      | ф  | Людина-павук 2                                      | Spider-Man 2                                                         | кричуща блондинка                        |
| 2004      | с  | Клава, давай!                                       | Less Than Perfect                                                    | Трейсі Флетчер                           |
| 2005      | ф  | Бугімен                                             | Boogeyman                                                            | мама Тіма                                |
| 2005      | с  | Два з половиною чоловіки                            | Two and a Half Men                                                   | Памела                                   |
| 2005      | тф | День сарани                                         | Locusts                                                              | Медді Рірдон                             |
| 2005      | тф | Смертоносне стадо                                   | Vampire Bats                                                         | Медді Рірдон                             |
| 2006      | ф  | Ключ від таємної кімнати                            | The Darkroom                                                         | Шеріл                                    |
| 2006      | с  | Вероніка Марс                                       | Veronica Mars                                                        | агент Морріс                             |
| 2007      | тф | Футбольні дружини                                   | Football Wives                                                       | Таня Остін                               |
| 2007      | с  | Чорна мітка                                         | Burn Notice                                                          | Евелін                                   |
| 2007      | с  | Стримай свій ентузіазм                              | Curb Your Enthusiasm                                                 | в роли самой себя                        |
| 2008      | мф | Dragonlance: Дракони осінніх сутінків               | Dragonlance: Dragons of Autumn Twilight                              | Золотий Місяць                           |
| 2008      | мф | Ліга справедливості: Новий бар'єр                   | Justice League: The New Frontier                                     | жінка                                    |
| 2008      | с  | Вечірнє шоу з Девідом Леттерманом                   | Late Show with David Letterman                                       | д’Анна Бірс                              |
| 2008      | с  | C.S.I.: Місце злочину Маямі                         | CSI: Miami                                                           | Одрі Ятс                                 |
| 2008      | ф  | Казки на ніч                                        | Bedtime Stories                                                      | Аспен                                    |
| 2005—2009 | с  | Зоряний крейсер «Галактика»                         | Battlestar Galactica                                                 | д’Анна Бирс                              |
| 2009      | с  | Секс в іншому місті                                 | The L Word                                                           | сержант Мерібет Даффі                    |
| 2009      | с  | Літаючі Конкорди                                    | The Flight of the Conchords                                          | Пола                                     |
| 2009      | ф  | Ангел смерті                                        | Angel of Death                                                       | Віра                                     |
| 2009      | ф  | Ляпас / Стервозні штучки                            | Bitch Slap                                                           | ігуменья                                 |
| 2010      | кф |                                                     | Lez Chat                                                             | будівельник                              |
| 2011      | мс | Американський тато!                                 | American Dad!                                                        | Стейсі (голос)                           |
| 2011      | с  | Спартак: Боги арени (мінісеріал)                    | Spartacus: Gods of the Arena                                         | Лукреція (6 епізодів)                    |
| 2011      | с  | Незвичайна сімейка                                  | No Ordinary Family                                                   | Гелен Бартон / місіс Ікс                 |
| 2011      | вг | Hunted: The Demon's Forge                           | Hunted: The Demon's Forge                                            | Серафіна                                 |
| 2010—2012 | с  | Спартак: Кров та пісок                              | Spartacus: Blood and Sand                                            | Лукреція (23 епізоди)                    |
| 2012      | с  | Спартак: Помста                                     | Spartacus: Vengeance                                                 | Лукреція Батіат                          |
| 2013      | с  | Вершина озера                                       | Top of the Lake                                                      | Керолайн Платт                           |
| 2012—2014 | с  | Парки та зони відпочинку                            | Parks and Recreation                                                 | Даян Люїс                                |
| 2014      | с  | Код                                                 | The Code                                                             | Алекс Вішем (6 епізодів)                 |
| 2014      | мс | Час пригод                                          | Adventure Time with Finn & Jake                                      | генерал Тарсал (голос, 1 епізод)         |
| 2014—2015 | с  | Агенти Щ.И.Т.                                       | Agents of S.H.I.E.L.D.                                               | Іззі (Ізабель) Гартлі (2 епізоди)        |
| 2016      | мс |                                                     | The Barefoot Bandits                                                 | Дененіс Гобб (голос, 1 епізод)           |
| 2016      | мс | Черепашки ніндзя                                    | Teenage Mutant Ninja Turtles                                         | Гідрала (голос, 1 епізод)                |
| 2015—2017 | с  | Салем                                               | Salem                                                                | графиня Марбург (15 епізодів)            |
| 2017      | ф  |                                                     | The Changeover                                                       | Міріам Карлайл                           |
| 2018      | ф  |                                                     | The Breaker Upperers                                                 | клієнтка                                 |
| 2015—2018 | с  | Еш проти зловісних мерців                           | Ash vs. Evil Dead                                                    | Рубі Ноубі (29 епізодів)                 |
| 2018      | вг |                                                     | Dr. Grordbort's Invaders                                             | Moon Mistress                            |
| 2019      | мф | Мослі                                               | Mosley                                                               | Бера (голос)                             |
| 2020      | мс | Зоряні війни: Опір                                  | Star Wars: Resistance                                                | Еозійська королева (голос, 2 епізоди)    |
| 2020      | кф |                                                     | Boss Bitch Fight Challenge                                           | Люсі                                     |
| 2020      | мс |                                                     | Big City Greens                                                      | Мімі О'Меллі (голос, 1 епізод)           |
| 2020      | тф |                                                     | Toke                                                                 | Дюк                                      |
| 2021      | ф  |                                                     | The Spine of Night                                                   | Цод                                      |
| 2021      | с  | Містер Корман                                       | Mr. Corman                                                           | Шеріл (1 епізод)                         |
| 2022      | мф | Посіпаки: Становлення лиходія                       | Minions: The Rise of Gru                                             | Нунчак                                   |
| 2019—2024 | с  | Моє життя — убивство                                | My Life Is Murder                                                    | Алекса Кроу                              |